# 奧地利鐵路2070型柴油機車
奧地利鐵路2070型柴油機車（ÖBB2070）是由Vossloh在德国基尔的MaK机车厂为奥地利联邦铁路建造的90辆調車與轻型多用途四轴B'B' 柴液机车 。 
Vossloh內部將本型稱為Vossloh G800 BB。另外还建造了6台机车，供Vossloh机车出租給某些工廠（如BASF）使用。 
經由招標奧地利鐵路於1998年11月訂購ÖBB2070；本型車與詹巴赫（Jenbacher）在1990年代建造的ÖBBClass 2068型是奧地利鐵路機車現代化計畫的一部份，用來替换舊型調車機車。該計畫還在21世纪前十年购买了ÖBB1016“ Taurus”和ÖBB2016“ Hercules”机车。 
本型車基本上依循MaK G1206型柴油機車的MaK B'B'設計，駕駛室偏向車體的一端。奧地利鐵路的本型車駕駛室備有空調，也可重聯運轉，還可進行遥控操作與自動調車連結，最高時速100公里。  

## 註腳
1. 1 2 3 4 5 6 7 8 9 10 11 12  Diesellok 2070 （页面存档备份，存于） www.oebb-produktion.at
2. 1 2 3 4  Vossloh – G 800 BB （页面存档备份，存于） , www.loks-aus-kiel.de
3. ↑  Die neue Baureihe 2070 "Hector" der ÖBB （页面存档备份，存于）, April 2001, Michael Mrugalla, NEF-EXPRESS, No.104, online version via www.nef-online.de
4. ↑  Annual Report 2007 （页面存档备份，存于）, p.41,181, Austrian Federal Railways, www.oebb.at